# فرودگاه بین‌المللی باماکو-سانوو
فرودگاه بین‌المللی باماکو-سانوو (به انگلیسی: Bamako-Sénou International Airport) (به زبان بومی: Aéroport international de Bamako-Sénou) یک فرودگاه نظامی و غیرنظامی با کد یاتا BKO است که یک باند فرود آسفالت دارد و طول باند آن ۲٬۷۰۶* متر است. این فرودگاه در شهر باماکو کشور مالی قرار دارد و در ارتفاع ۳۸۰ متری از سطح دریا واقع شده‌است.

## شرکت‌های هواپیمایی و مقصدهای پروازی

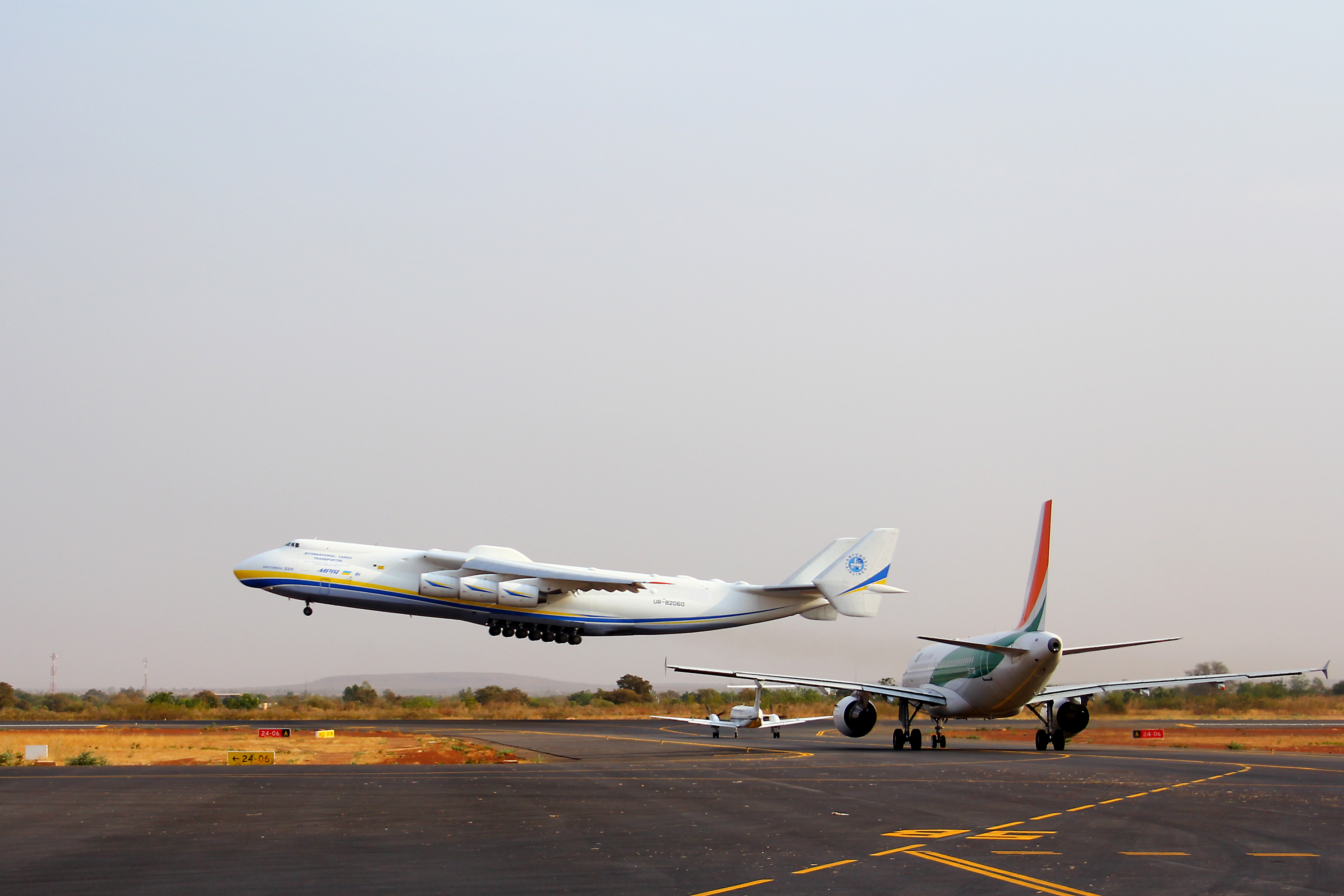
Ukrainian آنتونوف AN225 landing January 2013

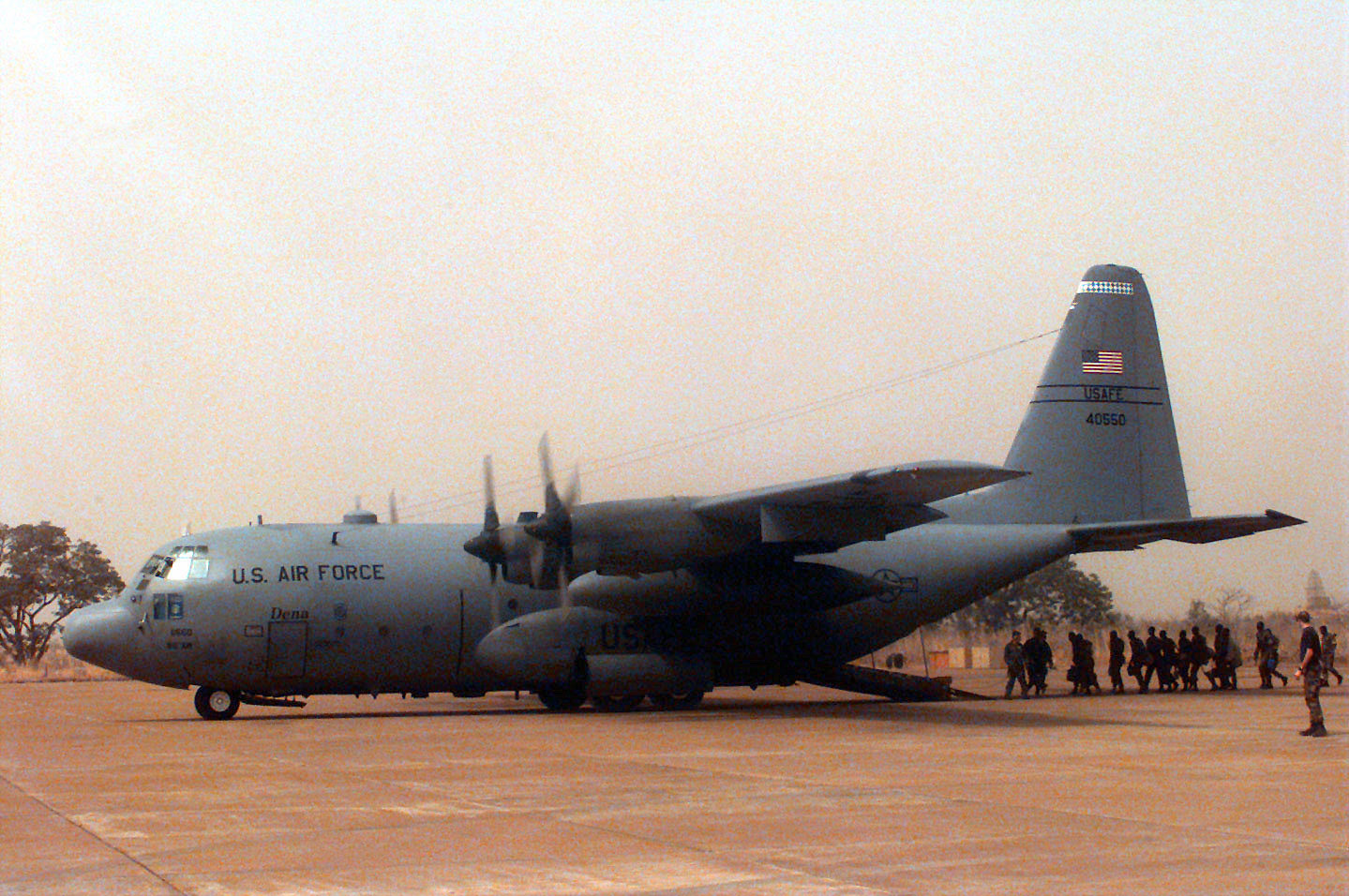
ECOMOG troops boarding USAF C-130, February 1997

### مسافری
| شرکت‌های هواپیمایی                 | مقصدهای پروازی                                         |
| --------------------------------- | ------------------------------------------------------ |
| ایگل آزور                         | کوناکری، اورلی                                         |
| هواپیمایی الجزایر                 | هواری بومدین                                           |
| ایر بورکینا                       | آواگادوگو                                              |
| ایر ساحل عاج                      | پورت بوئت، بوواک، لئوپولد سدار سنگور                   |
| ایر فرانس                         | شارل دوگل پاریس، پورت بوئت                             |
| ASKY Airlines                     | کوناکری، لئوپولد سدار سنگور، لومه-توکین، دایوری هامانی |
| هواپیمایی اتیوپی                  | بوول، لئوپولد سدار سنگور                               |
| کنیا ایرویز                       | لئوپولد سدار سنگور، جومو کنیاتا                        |
| Mauritania Airlines International | پورت بوئت، Nouakchott                                  |
| هواپیمایی پادشاهی مراکش           | محمد پنجم                                              |
| تونس ایر                          | تونس قرطاج                                             |
| ترکیش ایرلاینز1                   | آتاترک، دایوری هامانی                                  |

^ : ترکیش ایرلاینز's inbound flight from آتاترک to Bamako stops first in آواگادوگو، but the outbound flight from Bamako to آتاترک is nonstop. Turkish Airlines does not have local traffic rights on the آواگادوگو – BKO sector.

### باری
| شرکت‌های هواپیمایی | مقصدهای پروازی |
| ----------------- | -------------- |
| دی‌اچ‌ال اوییشن     | مرتلا محمد     |